# Марийський велаят
Мари́йський велая́т (туркм. Mary welaýaty) — адміністративна одиниця на південному-сході Туркменістану. Створена 1992 року на території колишньої Марийської області.

## Адміністративний поділ
Поділяється на 12 етрапів та 2 міста
- м. Мари
- м. Байрамали
- Байрамалинський етрап
- Векілбазарський етрап
- Каракумський етрап
- Серхетабатський етрап
- Йолотенський етрап
- Марийський етрап
- Мургапський етрап
- Огузханський етрап
- Сакарчагинський етрап
- Тагтабазарський етрап
- Туркменгалинський етрап

## Економіка
У велаяті розвинуті такі види промисловості: виробництво електроенергії, завод мінеральних добрив, текстильні та трикотажні фабрики та ін. У місті Мари був збудований перший у країні цукровий завод. Важливими галузями Марийського велаяту є тваринництво та землеробство. Промисловість займає 25,58 %, сільське господарство — 23,5 %.

## Історія
Марийські історики називають територію Туркменістану «археологічним раєм» завдяки пам'яткам, які знаходять на руїнах стародавніх міст. Цей велаят займає особливе місце в цьому плані.
Стародавній Мерв — основна видатна історична пам'ятка велаяту. В місті збереглося багато пам'яток колишніх епох.